# ゼイ・ウィル・リターン
ゼイ・ウィル・リターン (They Will Return) はフィンランドのメロディックデスメタルバンド、カルマー（カルマ）のアルバム。また、そのアルバム中の曲名。

## 収録曲
1. ホロウ・ハート - Hollow Heart
2. スワンプ・ヘル - Swamphell
3. プリンシプル・ヒーロー - Principle Hero
4. ヒューマン・フェイツ - Human Fates
5. ゼイ・ウィル・リターン - They Will Return
6. キル・ザ・イデアリスト - Kill The Idealist
7. ザ・ブラインド・リーダー - The Blind Leader
8. マイ・ネイション - My Nation
9. スキン・オウ・マイ・ティース - Skin O' My Teeth （メガデスのカヴァー）

## 参加ミュージシャン
- ティモ・レフティネン Timo Lehtinen - ベース
- パシ・ヒルトゥラ Pasi Hiltula - キーボード
- アンティ・コッコ Antti Kokko - ギター
- ヤンネ・クスミン Janne Kusmin - ドラムス
- ペッカ・コッコ Pekka Kokko - ボーカル・ギター

## スタッフ
- アハティ・コルテライネン Ahti Kortelainen - プロデューサー
- ミカ・ユッシーラ Mika Jussila - レコーディング・エンジニア（マスタリング）